# Бушевское городище
Бушевское городище (укр. Бушевське городище) — древнерусское городище Райгород (XI—XII века) археологический памятник, расположенный близ села Бушево Белоцерковского района Киевской области Украины, практически в месте впадения реки Горохуватка в реку Рось.
Городище имеет овальную форму (напоминает современный стадион). Вал высотой около пяти метров с внешней стороны и трёх с внутренней. Площадь около четырёх гектаров. Имеются два входа, расположенных друг против друга: северо-западный и юго-восточный. За южной частью городища начинается селище.
Археологические находки и форма указывают на скифское происхождение городища. Однако сохранившиеся валы, вероятно, были сооружены во второй половине XI века. Исследования Бушевского городища показали наличие в середине валов остатков двух рядов срубных клетей установленных на скифском культурном слое. Клети были сожжены в конце XI — начале XII века, судя по остаткам керамики на их дне. В этот период были особенно сильны набеги половцев на Русь.
В данное время площадка городища вспахивается. Валы сохранили естественный травяной покров. С западной стороны городища под валом сохранился ров, глубиной до 1 метра. В северной части городища на валу установлен охранный знак.

## Фотогалерея

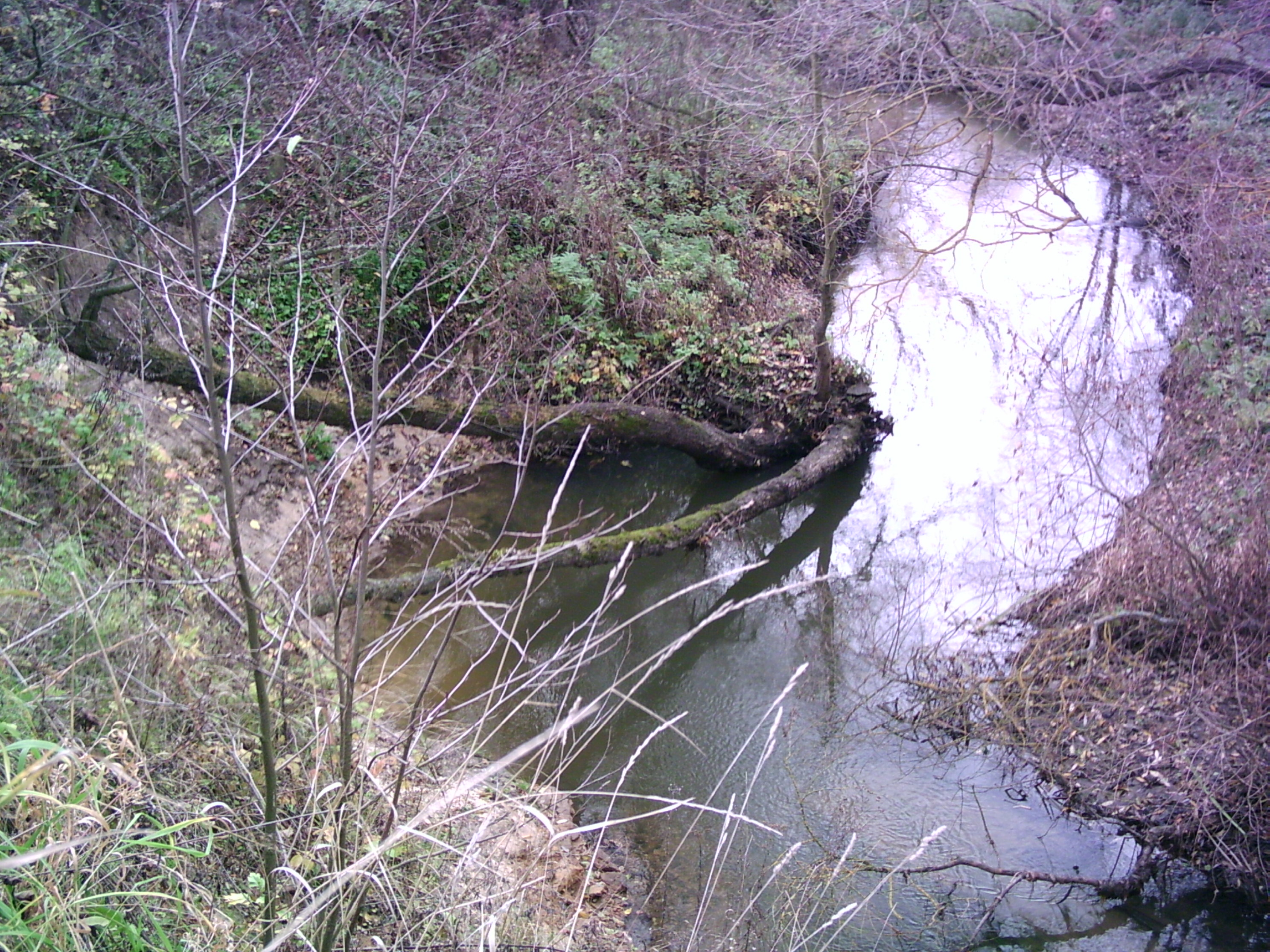
Вид на р. Горохуватка с вала городища
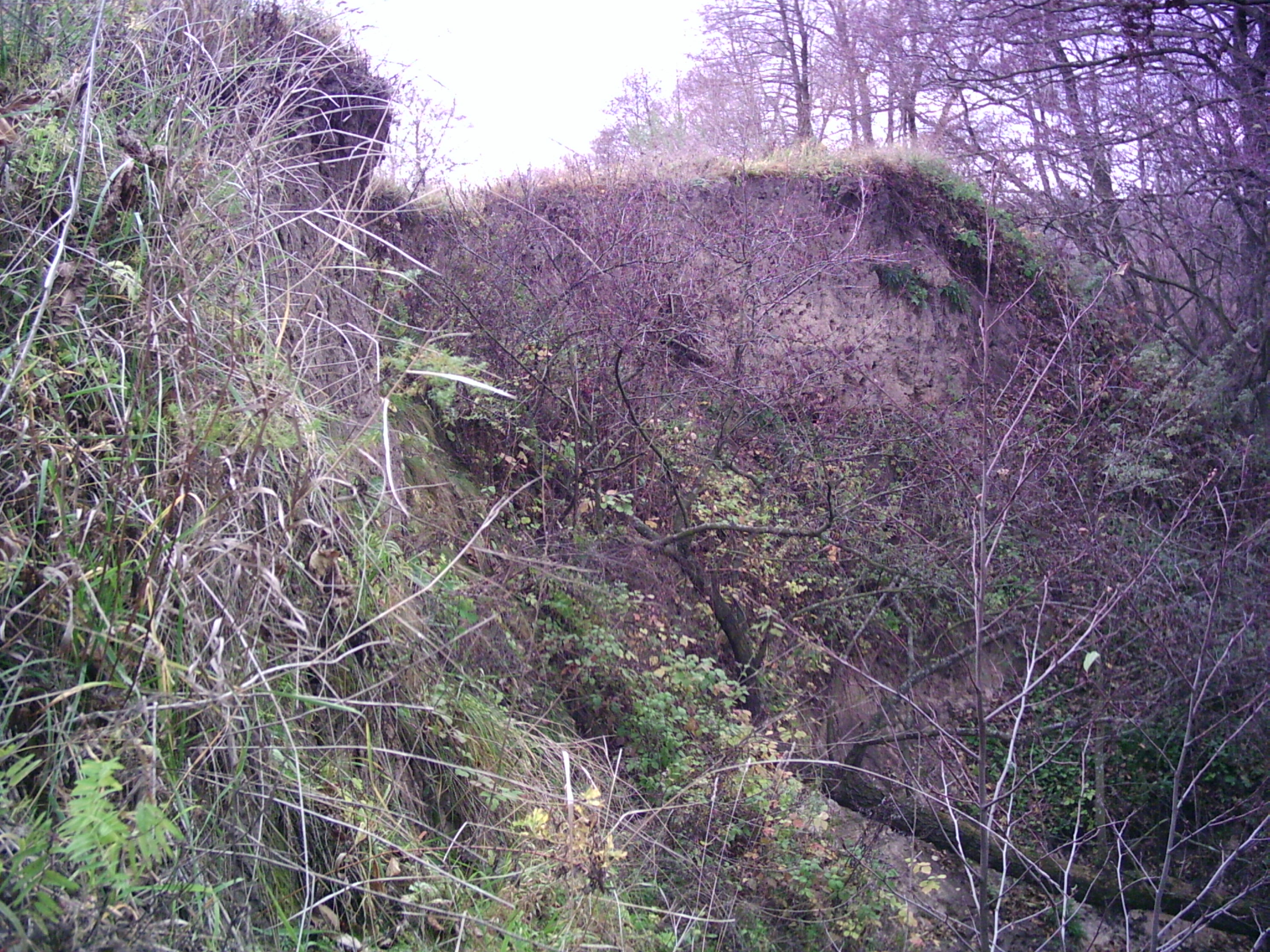
Валы городища
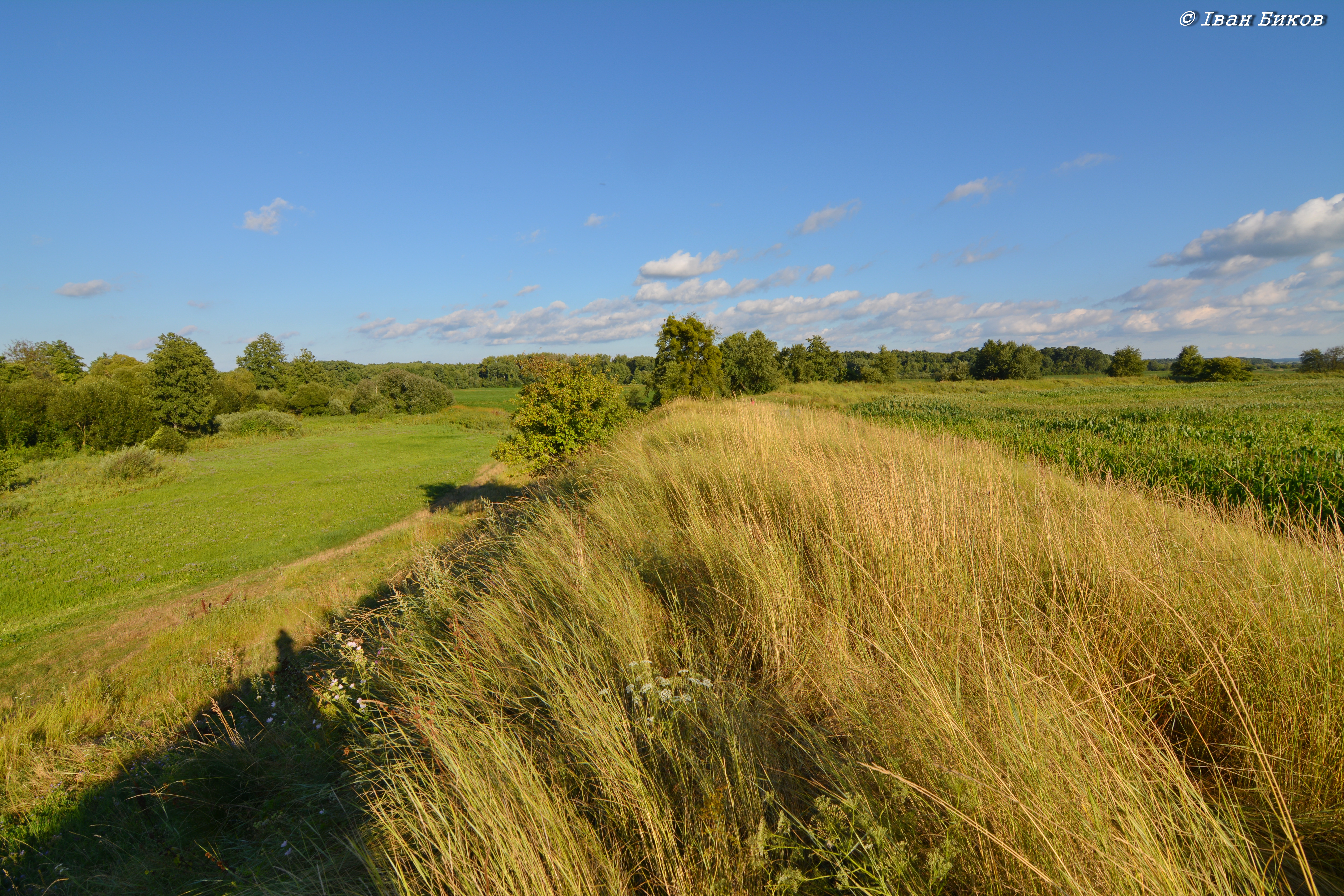
Вал